# Sesieutes lucens
Espèce
Sesieutes lucens est une espèce d'araignées aranéomorphes de la famille des Liocranidae.

## Distribution
Cette espèce se rencontre à Singapour et en Malaisie au Johor,.

## Description
Le mâle holotype mesure 4 mm.
Le mâle décrit par Dankittipakul et Deeleman-Reinhold en 2013 mesure 4,40 mm et la femelle 4,80 mm.

## Publication originale
- Simon, 1897 : Études arachnologiques. 27e Mémoire. XLII. Descriptions d'espèces nouvelles de l'ordre des Araneae. Annales de la Société entomologique de France, vol. 65, p. 465-510 (texte intégral).